# Gare de Drusenheim
La gare de Drusenheim est une gare ferroviaire française de la ligne de Strasbourg à Lauterbourg située sur le territoire de la commune de Drusenheim, dans la collectivité européenne d'Alsace, en région Grand Est.
Elle est mise en service en 1876, pendant l'annexion allemande, par la Direction générale impériale des chemins de fer d'Alsace-Lorraine. 
C'est une halte voyageurs de la Société nationale des chemins de fer français (SNCF) du réseau TER Grand Est, desservie par des trains express régionaux.

## Situation ferroviaire
Établie à 124 mètres d'altitude, la gare de Drusenheim est située au point kilométrique (PK) 26,631 de la ligne de Strasbourg à Lauterbourg, entre les gares de Herrlisheim (Bas-Rhin) et de Sessenheim.

## Histoire
La ligne de Strasbourg à Lauterbourg, qui traverse la commune et le village, est construite par la Direction générale impériale des chemins de fer d'Alsace-Lorraine qui la met en service le 25 juillet 1876. La gare de Drusenheim est mise en service avec la ligne
Durant la seconde guerre mondiale la gare servait de quartier général à l’armée allemande qui occupait alors Drusenheim entre 1939 et le 17 mars 1945.
En mars 2013, la fréquentation en voyageurs de la gare est de 1 039 montants et 973 descendus des trains de la ligne Strasbourg - Lauterbourg.
Le nombre total de voyageurs en 2022 (monté et descente) à Drusenheim a été de 127 999 personnes.

## Fréquentation
De 2015 à 2023, selon les estimations de la SNCF, la fréquentation annuelle de la gare s'élève aux nombres indiqués dans le tableau ci-dessous.
| Année     | 2015    | 2016    | 2017    | 2018    | 2019    | 2020   | 2021   | 2022    | 2023    |
| --------- | ------- | ------- | ------- | ------- | ------- | ------ | ------ | ------- | ------- |
| Voyageurs | 114 014 | 111 854 | 112 821 | 113 943 | 124 088 | 86 913 | 97 109 | 127 999 | 133 896 |

## Service des voyageurs

### Accueil
Halte SNCF, c'est un point d'arrêt non géré (PANG) à accès libre. Elle est équipée d'automates pour l'achat de titres de transport. Elle dispose de deux quais latéraux encadrant les deux voies.
Le changement de quai se fait par un platelage posé entre les voies (passage protégé).

### Desserte
Drusenheim est une halte voyageurs du réseau TER Grand Est, desservie par des trains express régionaux de la relation : Strasbourg - Lauterbourg, ou Rœschwoog.

### Intermodalité
Un parc pour les vélos et un parking pour les véhicules y sont aménagés. En complément de la desserte ferroviaire, elle est desservie par des cars TER de la relation gare de Lauterbourg - gare de Rœschwoog.

## Patrimoine ferroviaire
L'ancien bâtiment voyageurs, édifié en 1876, est toujours présent au 22 de la rue du chemin de fer. Le même plan type a été utilisé sur la ligne pour les gares de Drusenheim, La Wantzenau, Rœschwoog et Seltz, les deux dernières ayant été détruites au cours de la Seconde guerre. De style néo-classique avec une façade en crépi rehaussée de pierre de taille, ils ne disposent pas de la tour d'horloge caractéristique de nombreuses gares AL mais s'articulent autour d'un pavillon de trois travées avec sur sa droite un avant-corps de deux travées surmontées par un pignon et sur sa gauche une aile basse de trois travées. Les toits des deux ailes à arrête longitudinale se terminent par une croupe. 
La halle à marchandises, reconvertie en habitation, est du même type que celle de la gare de la Wantzenau. 